# صدمة بوكيمون
بوريغون المحارب الإلكتروني (باليابانية: でんのうせんしポリゴン)، وإشتهرت في الوسائل الإعلامية اليابانية بـ"صدمة بوكيمون" (باليابانية: ポケモンショック) (بالإنجليزية: Pokémon Shock)‏، عرضت الحلقة 38 من الموسم الأول لمسلسل بوكيمون بعنوان: "بوريغون المحارب الإلكتروني" بتاريخ 16 ديسمبر 1997، حيث تدور أحداثها حول شخصية آش وأصدقائه أثناء الرحلة داخل جهاز الإرسال الإلكتروني تدعى بوكيبول، حيث يحاول أبطال المسلسل إصلاح الآلة المكسورة، وأثناء الحلقة تم إستخدام تقنية الرسوم المتحركة بوميض أضواء اللوني الأزرق والأحمر على الشاشة لكي يجعل هذه الانفجارات تبدو افتراضية لمدة 6 ثوان.

## آثارها
تسببت الحلقة في إصابة أكثر من ستمئة مشاهد ياباني تتراوح أعمارهم بين 3-58 عامًا (معظمهم من الأطفال) من آثار سلبية، بما في ذلك نوبات صرع، قيء، التهاب العينين وأعراض أخرى ذات صلة، بسبب استخدام تأثير وميض الفلاش، وتم نقلهم الى المستشفيات. المشهد اللذي تسبب في النوبات هو جزء مدته أربع ثوانٍ حيث يستخدم بيكاتشو هجومًا كهربائيًا على مجموعة من صواريخ، لتوميض الشاشة بشكل ساطع ويتناوب بسرعة بين الأحمر والأزرق.
عرضت الحلقة لمرة واحدة فقط. ولم يتم إصدار هذه الحلقة تجارياً أو إعادة بثها في أي مكان في العالم، حيث قرر شركة نينتندو حذفها، وعدم عرضها على القنوات التلفزيونية الأجنبية تفادياً لأي أزمات صحية. وبسبب هذه الحادثة توقف عرض المسلسل لمدة أربعة أشهر.

## المواقع الخارجية
- مقطع من الحلقة التي سببت الأزمة
- "Dennō Senshi Porygon" at تي في دوت كوم
- «Dennō Senshi Porygon» على قاعدة بيانات الأفلام على الإنترنت